# 高槻森林観光センター
高槻森林観光センター（たかつきしんりんかんこうセンター）とは大阪府高槻市大字田能にある温泉施設、キャンプ場、宿泊施設などのレジャー施設の総称である。大阪府森林組合が運営している。

## 概要
高槻市中心部から北へ約11km離れた府道枚方亀岡線沿いにあり、施設は南北に約800mほどの距離がある。高槻森林観光センターは、山びこの森、しいたけセンター、ささゆりの里、樫田温泉、喫茶ウッディ、売店、研修室、槻の郷荘（つきのさとそう）・本館、槻の郷荘・別館、クラフトセンター、キャンプ村、といった施設から構成されている。

## 施設概要
所在地
〒569-1002　大阪府高槻市大字田能小字的谷2番地
定休日
毎週火曜日　※ただし、火曜日が祝日の場合は営業、水曜日に振替

### やまびこの森
やまびこの森は丸太で作られたシーソーなどの遊具施設や、ローラー滑り台（全長80m、高低差25m）といった遊具を備えたアスレチック場になっている。

### しいたけセンター
しいたけセンターはしいたけ狩りができる施設で、一年中季節を問わず利用できる。

### クラフトセンター
クラフトセンターは、大阪府内産の間伐材などを用いて、木工作品作りが等できる施設となっている。

### 宿泊施設
宿泊施設は、和室から構成された槻の郷荘・本館と2階建てコテージの別館、季節限定のキャンプ場（2008年8月現在リニューアル工事中）がある。

### 飲食施設
飲食施設は、槻の郷荘（要予約）とささゆりの里、喫茶店「ウッディ」の3つの施設がある。

### アクセス
- 鉄道：JR京都線高槻駅より高槻市営バス樫田方面行きで約45分、森林センター前下車、徒歩約1分。運賃510円 乗車時間45分